# Ryosuke Takayasu
Ryosuke Takayasu (高安 亮介 Takayasu Ryosuke?), född 14 maj 1984 i Chiba prefektur, är en japansk före detta fotbollsspelare.
Takayasu började sin karriär 2007 i Tochigi SC. 2010 flyttade han till Tochigi Uva FC. Han avslutade karriären 2012.